# Ángel Cuán
Ángel Antonio Cuán Hernández (nacido el 29 de mayo de 1989) es un lanzador de béisbol de ligas menores. También ha jugado para Panamá en competencias internacionales, incluido el Clásico Mundial de Béisbol de 2009.

## Carrera

### New York Mets
Comenzó su carrera profesional en 2008 con los VSL Mets, con marca de 1-8 con efectividad de 3.12 en 14 juegos iniciados. En 72 entradas, logró 74 ponches. Comenzó la temporada 2009 con los Brooklyn Cyclones y también lanzó para los Kingsport Mets, con marca de 1-5 con efectividad de 5.05 en 14 juegos (13 aperturas) ese año. En 2010, lanzó para los Cyclones y St. Lucie Mets, con un récord combinado de 5-1 y efectividad de 1.93 en 17 juegos (14 aperturas).

## Selección nacional
Tuvo efectividad de 4.05 en tres apariciones como relevista en la Copa América de Béisbol 2008. Apareció en un juego en el Clásico Mundial de Béisbol 2009, registrando un 27.00 en 1/3 de entrada de trabajo.

## enlaces externos
- Esta obra contiene una traducción  derivada de «Angel Cuan» de Wikipedia en inglés, publicada por sus editores bajo la Licencia de documentación libre de GNU y la Licencia Creative Commons Atribución-CompartirIgual 4.0 Internacional.
- Ángel Cuán en MLB
- Ángel Cuán en ESPN

- Datos: Q4141420